# Alberto García Aspe

Alberto García Aspe Mena, född den 11 maj 1967 i Mexico City, är en före detta mexikansk fotbollsspelare vars grundposition var mittfältare.

## Karriär
García Aspe spelade 126 matcher för det mexikanska landslaget och gjorde sammanlagt 20 mål. 
Han medverkade i tre VM-turneringar (1994, 1998, 2002) och gjordedär två mål, båda målen kom från straffpunkten. Satte kvitteringsmålet på straff mot Bulgarien i åttondelsfinalen i VM 1994 som slutade med att Bulgarien vann med 4-1 efter straffsparksläggning. Garcia brände sen sin straff i straffläggningen genom att skjuta bollen högt över ribban.
I VM 1998 satte han reduceringsmålet från straffpunkten mot Belgien i gruppspelet. Mexico lyckades ta sig vidare från grupp E som grupptvåa efter Holland, men åkte därefter ut än en gång i åttondelsfinalen. Denna gång mot Tyskland med 2-1.
I VM 2002 spelade Garcia Aspe bara en match - tolv minuter mot USA i åttondelsfinalen som Mexico förlorade med 2-0.